# Ulochlaena
Ulochlaena is een geslacht van vlinders van de familie Uilen (Noctuidae), uit de onderfamilie Cuculliinae.

## Soorten
- U. ferruginea (Gaede, 1915)
- U. fumea (Hampson, 1902)
- U. hirta (Hübner, 1813)
- U. reducta (Gaede, 1915)
- U. sagittata (Gaede, 1915)
- U. scillae Chrétien, 1888
- U. schaeferi Gaede, 1915